# 亞梅涅齊
50°55′35″N 28°8′29″E / 50.92639°N 28.14139°E
亞梅涅齊（烏克蘭語：Яменець），是烏克蘭北部的村莊，隸屬日托米爾州的茲維亞赫爾區。該村面積0.25平方公里，海拔高度206米，2001年人口123，人口密度每平方公里492人。